# Ronny Schalk
Ronny Schalk (* 1979 in Wippra) ist ein deutscher Drehbuchautor.

## Leben
Ronny Schalk studierte zunächst Medien- und Kommunikationswissenschaft an der Georg-August-Universität Göttingen. Im Anschluss absolvierte er das Studium Drehbuch an der Filmakademie Baden-Württemberg in Ludwigsburg. Seit 2008 arbeitet Ronny Schalk als freier Autor. Höhere Aufmerksamkeit erhielt er zunächst durch den Kinofilm Wir wollten aufs Meer, dessen Drehbuch er federführend verfasste. 2016–2018 schrieb er im Writers’ Room von Jantje Friese (Showrunner) an der ersten deutschen Netflix-Serie Dark (Staffel 1 und 2) neben den Autoren Marc O. Seng und Martin Behnke. Neben weiteren Auszeichnungen wurde die erste Staffel von Dark 2018 mit dem Grimme-Preis für das beste Drehbuch geehrt. 2018–2020 wirkte Ronny Schalk unter anderem als Headautor der Serie Oktoberfest – 1900. 2024 erscheint die Serie „Ich bin Dagobert“ auf RTL+. Im Juni 2023 wurde die Fortsetzung von Oktoberfest – 1900 unter dem Arbeitstitel Oktoberfest 1905 bekannt. In beiden Serien ist Ronny Schalk Headautor.
Schalk lebt mit seiner Familie in Northeim.

## Filmografie (Auszüge)
- 2012: Wir wollten aufs Meer / Drehbuch
- 2015: Tannbach – Schicksal eines Dorfes – Staffel 2 / Drehbuchmitarbeit
- 2016: Dark – Staffel 1 / Writers’ Room
- 2018: Dark – Staffel 2 / Writers’ Room
- 2019: Tribes of Europa / Writers’ Room
- 2020: Oktoberfest 1900 (Fernsehserie) / Headautor
- 2021: Oderbruch (Fernsehserie) / Drehbuchmitarbeit
- 2022: Ich bin Dagobert (Fernsehserie) / Headautor
- 2023: Oktoberfest 1905 (Showrunner)